# Lucien-Paul Thomas
Lucien-Paul Thomas (* 25. Dezember 1880 in Lüttich; † 3. Februar 1948 in Uccle) war ein belgischer Romanist und Hispanist.

## Leben und Werk
Thomas studierte bei Maurice Wilmotte in Lüttich und promovierte 1905 über Le lyrisme et la préciosité cultistes en Espagne. Etude historique et analytique (Halle a. S. 1909). Dann ging er als Lektor zu Dietrich Behrens nach Gießen und wurde dort außerordentlicher Professor, kehrte aber bei Kriegsausbruch nach Belgien zurück. In Brüssel wurde er 1920 Chargé de cours und 1922 ordentlicher Professor. Er gründete 1931 das Spanische Institut und war von 1938 bis 1941 auch Dekan. Ab 1927 war er korrespondierendes Mitglied der Spanischen Akademie, ab 1934 gehörte er als Nachfolger von Albert Counson der Académie royale de langue et de littérature françaises de Belgique an (Nachfolger: Fernand Desonay).

## Weitere Werke
- Étude sur Góngora et le gongorisme considérés dans leurs rapports avec le marinisme, Brüssel/Paris 1911
- (Übersetzer) Pio Baroja, Les Idylles et les songes, Paris 1913
- (Hrsg.) Don Luis de Góngora y Argote [Gedichte]. Introduction, traduction et notes, Paris 1931, 1976
- Le Vers moderne, ses moyens d’expression, son esthétique, Brüssel 1943
- (Hrsg.) Le «Sponsus» (Mystère des vierges sages et des vierges folles) suivi des Trois poèmes limousins et farcis du même manuscrit, Paris 1951